# Turold
Turold este o arie protejată (arie specială de conservare — SAC, sit de importanță comunitară — SCI) din Republica Cehă întinsă pe o suprafață de 16,84 ha, integral pe uscat.

## Localizare
Centrul sitului Turold este situat la coordonatele 48°49′07″N 16°38′23″E / 48.818611°N 16.639722°E.

## Înființare
Situl Turold a fost declarat sit de importanță comunitară în aprilie 2005 pentru a proteja 1 specie de plante și 1 specie de animale. Situl a fost protejat și ca arie specială de conservare în iulie 2012.

## Biodiversitate
Situată în ecoregiunea panonică, aria protejată conține 1 habitat natural: Peșteri inaccesibile publicului.
La baza desemnării sitului se află mai multe specii protejate:
- plante (1): Iris humilis
- mamifere (1): liliacul mic cu potcoavă (Rhinolophus hipposideros)